# Перес, Марсело (футболист)
Марсело де ла Крус Перес Москера (исп. Marcelo de la Cruz Pérez Mosqueira; род. 23 марта 2001, Луке, Сентраль) — парагвайский футболист, нападающий клуба «Уракан». Участник Олимпийских игр 2024 в Париже.

## Клубная карьера
Перес — воспитанник клуба «Спортиво Лукеньо». 2 апреля 2019 года в матче против столичного «Ривер Плейта» он дебютировал в парагвайской Примере. В этом же поединке Марсело забил свой первый гол за «Спортиво Лукеньо». В 2023 году Перес перешёл в аргентинский «Уракан». 3 сентября в матче против «Колона» он дебютировал в аргентинской Примере. 

## Международная карьера
В 2024 году Перес был включён в заявку олимпийской сборной Парагвая на участие в Олимпийских играх в Париже. На турнире он сыграл в матчах против команд Японии, Израиля, Мали и Египта.